# Halit Ergenç
Halit Ergenç (Istanbul, 30. travnja 1970.) - turski kazališni, filmski i televizijski glumac
Sin je turskog glumca Alija Ergença. Srednju školu završio je u Istanbulu. Započeo je studij brodogradnje, koji je prekinuo na drugoj godini, da bi započeo studij glazbe i glume, koji je završio. Kao ljubitelj mjuzikla, otišao je u New York i pokušavao dobiti uloge u mjuziklima. Dobio je uloge samo u dječjim mjuziklima poput "Zekinih avantura". Vratio se u Tursku i izgradio uspješnu karijeru glumeći u kazalištu (mjuzikli, opera, balet), na filmu i u TV-serijama. Jedna od njegovih najpoznatijih uloga je uloga Onura Aksala u TV-seriji "Tisuću i jedna noć".

## Privatni život
Bio je 8 mjeseci u braku s turskom glumicom Gizem Soysallı. Rastavio se od nje, jer se zaljubio u glumicu Bergüzar Korel s kojom je glumio u televizijskoj seriji "Tisuću i jedna noć". Vjenčali su se 2009. i dobili sina Alija 8. veljače 2010. godine.